# میرزا رحیم فرزانه
میرزا رحیم خان   ملقب به فرزانه به فرمان ناصر الدین شاه به دلیل فراست و دانش وی. (۱۲۷۳ قمری - درگذشته صفر ۱۳۰۳ قمری) از مترجمان دوره قاجار بود که اثر برجسته او برگردان فارسی کتاب تاریخ ایران در دوره قاجار نوشته کلمت مارکام است.
میرزا رحیم پسر ارشد میرزا علی‌نقی‌خان حکیم‌الممالک، در سال ۱۲۷۳ قمری در تهران به دنیا آمد. هفده ساله بود که به همراه پدرش در نخستین سفر اروپایی ناصرالدین‌شاه به انگلستان رفت. در آن‌جا با موافقت شاه نام او را در کالج بین‌المللی لندن نوشتند. پس از پنج سال تحصیل در سال ۱۲۹۵ قمری به ایران بازگشت و در دربار به عنوان مترجم انگلیسی و مشاور به کار پرداخت. او در ماه صفر ۱۳۰۳ قمری در سن سی سالگی درگذشت. 
مهم ترین ترجمه میرزا رحیم کتاب تاریخ ایران در دوره قاجار نوشته کلمت مارکام است. این کتاب پس از کتاب تاریخ ایران نوشته سرجان ملکم دومین کتابی است که به زبان انگلیسی درباره تاریخ ایران نوشته شده است. در این کتاب برای نخستین بار وقایع و تحولات ایران در ارتباط با سایر حوادث سیاسی آسیای مرکزی، افغانستان و خلیج فارس مورد بررسی قرار گرفته است و از این نظر فصل نوینی را در زمینه مطالعات تاریخ ایران می‌گشاید. ترجمه میرزا رحیم از این کتاب به طور کامل وفادار به متن اصلی نیست؛ برای مثال به دلیل ملاحظات سیاسی قسمت‌های مربوط امیرکبیر باتوجه به وضع روز پرداخته شده و یا به اسامی پادشاهان القابی چون «عادل» و «باذل» افزوده شده است تا مترجم در معرض اتهام قرار نگیرد.
تا کنون چهار اثر ترجمه دیگر نیز از میرزا رحیم شناسایی شده است:
- شرح حال پرنس لئوپولد دوک دالبانی پسر کوچک ملکه ویکتوریا (ترجمه در سال ۱۲۹۹ قمری)
- مراسلات امیر شیرعلی‌خان و ژنرال کفمان روسی (حدود شصت نامه) که این اثر ابتدا از روسی به انگلیسی و سپس از روی ترجمه انگلیسی به فارسی برگردانده شده است (۱۲۹۹ قمری)
- سفرنامه کلنل برسفرد لوات از طهران، قصران، لورا، مازندران و استرآباد (ترجمه در سال ۱۳۰۰ قمری)
- سفرنامه هانری لانسندل، کشیش انگلیسی در شرح مسافرت به ممالک آسیای مرکزی (بخارا و خیوه) در سال ۱۸۸۲ میلادی (ترجمه در سال ۱۳۰۲ قمری)

میرزا رحیم خان پدربزرگِ پدرِ مصطفی فرزانه، نویسنده روشنفکر و فیلم‌ساز ایرانی مقیم پاریس است.